# Microhylidae
Los microhílidos (Microhylidae), comúnmente conocidas como ranas de boca estrecha, son una familia de anfibios anuros conformada por 702 especies en 58 géneros y 12 subfamilias. Es la familia de anuros que posee el mayor número de géneros.[cita requerida] Son anuros terrestres o arbóreos distribuidos por América, Asia, Nueva Guinea, norte de Australia, África subsahariana y Madagascar. Presentan una destacada variedad de estrategias reproductivas. Son por lo general ranas pequeñas, con tamaños que pueden variar desde 1,5 cm hasta más de 9 cm.

## Taxonomía
- Familia Microhylidae:[3]
  - Subfamilia Adelastinae Peloso, Frost, Richards, Rodrigues, Donnellan, Matsui, Raxworthy, Biju, Lemmon, Lemmon & Wheeler, 2015 (1 especie)
    - Adelastes Zweifel, 1986 (1 especie)

  - Subfamilia Asterophryinae Günther, 1858 (349 especies)
    - Aphantophryne Fry, 1917 (5 especies)
    - Asterophrys Tschudi, 1838 (7 especies)
    - Austrochaperina Fry, 1912 (29 especies)
    - Barygenys Parker, 1936 (9 especies)
    - Callulops Boulenger, 1888 (29 especies)
    - Choerophryne Van Kampen, 1914 (37 especies)
    - Cophixalus Boettger, 1892 (67 especies)
    - Copiula Méhely, 1901 (16 especies)
    - Gastrophrynoides Noble, 1926 (2 especies)
    - Hylophorbus Macleay, 1878 (12 especies)
    - Mantophryne Boulenger, 1897 (5 especies)
    - Oninia Günther, Stelbrink, & von Rintelen, 2010 (1 especie)
    - Oreophryne Boettger, 1895 (71 especies)
    - Paedophryne Kraus, 2010 (7 especies)
    - Siamophryne Suwannapoom, Sumontha, Tunprasert, Ruangsuwan, Pawangkhanant, Korost & Poyarkov, 2018 (1 especie)
    - Sphenophryne Peters y Doria, 1878 (14 especies)
    - Vietnamophryne Poyarkov, Suwannapoom, Pawangkhanant, Aksornneam, Duong, Korost & Che, 2018 (3 especies)
    - Xenorhina Peters, 1863 (34 especies)

  - Subfamilia Cophylinae Cope, 1889 (113 especies)
    - Anilany Scherz, Vences, Rakotoarison, Andreone, Köhler, Glaw & Crottini, 2016 (1 especie)
    - Anodonthyla Müller, 1892 (12 especies)
    - Cophyla Boettger, 1880 (23 especies)
    - Madecassophryne Guibé, 1974 (1 especie)
    - Mini Scherz, Hutter, Rakotoarison, Riemann, Rödel, Ndriantsoa, Glos, Roberts, Crottini, Vences & Glaw, 2019 (3 especies)
    - Plethodontohyla Boulenger, 1882 (11 especies)
    - Rhombophryne Boettger, 1880 (20 especies)
    - Stumpffia Boettger, 1881 (42 especies)

  - Subfamilia Dyscophinae Boulenger, 1882 (3 especies)
    - Dyscophus Grandidier, 1872 (3 especies)

  - Subfamilia Gastrophryninae Fitzinger, 1843 (79 especies)
    - Arcovomer Carvalho, 1954 (1 especie)
    - Chiasmocleis Méhely, 1904 (36 especies)
    - Ctenophryne Mocquard, 1904 (6 especies)
    - Dasypops Miranda-Ribeiro, 1924 (1 especie)
    - Dermatonotus Méhely, 1904 (1 especie)
    - Elachistocleis Parker, 1927 (19 especies)
    - Gastrophryne Fitzinger, 1843 (4 especies)
    - Hamptophryne Carvalho, 1954 (2 especies)
    - Hypopachus Keferstein, 1867 (4 especies)
    - Myersiella Carvalho, 1954 (1 especie)
    - Stereocyclops Cope, 1870 (4 especies)

  - Subfamilia Hoplophryninae Noble, 1931 (3 especies)
    - Hoplophryne Barbour y Loveridge, 1928 (2 especies)
    - Parhoplophryne Barbour y Loveridge, 1928 (1 especie)

  - Subfamilia Kalophryninae Mivart, 1869 (26 especies)
    - Kalophrynus Tschudi, 1838 (26 especies)

  - Subfamilia Melanobatrachinae Noble, 1931 (1 especie)
    - Melanobatrachus Beddome, 1878 (1 especie)

  - Subfamilia Microhylinae Günther, 1858 (105 especies)
    - Chaperina Mocquard, 1892 (1 especie)
    - Glyphoglossus Günther, 1869 (9 especie)
    - Kaloula Gray, 1831 (19 especies)
    - Metaphrynella Parker, 1934 (2 especies)
    - Microhyla Tschudi, 1838 (44 especies)
    - Micryletta Dubois, 1987 (7 especies)
    - Mysticellus Garg & Biju, 2019 (1 especie)
    - Nanohyla Poyarkov, Gorin & Scherz, 2021 (9 especies)
    - Phrynella Boulenger, 1887 (1 especie)
    - Uperodon Duméril & Bibron, 1841 (12 especies)

  - Subfamilia Otophryninae Wassersug & Pyburn, 1987 (6 especies)
    - Otophryne Boulenger, 1900 (3 especies)
    - Synapturanus Carvalho, 1954 (3 especies)

  - Subfamilia Phrynomerinae Noble, 1931 (5 especies)
    - Phrynomantis Peters, 1867 (5 especies)

  - Subfamilia Scaphiophryninae Laurent, 1946 (11 especies)
    - Paradoxophyla Blommers-Schlösser & Blanc, 1991 (2 especies)
    - Scaphiophryne Boulenger, 1882 (9 especies)

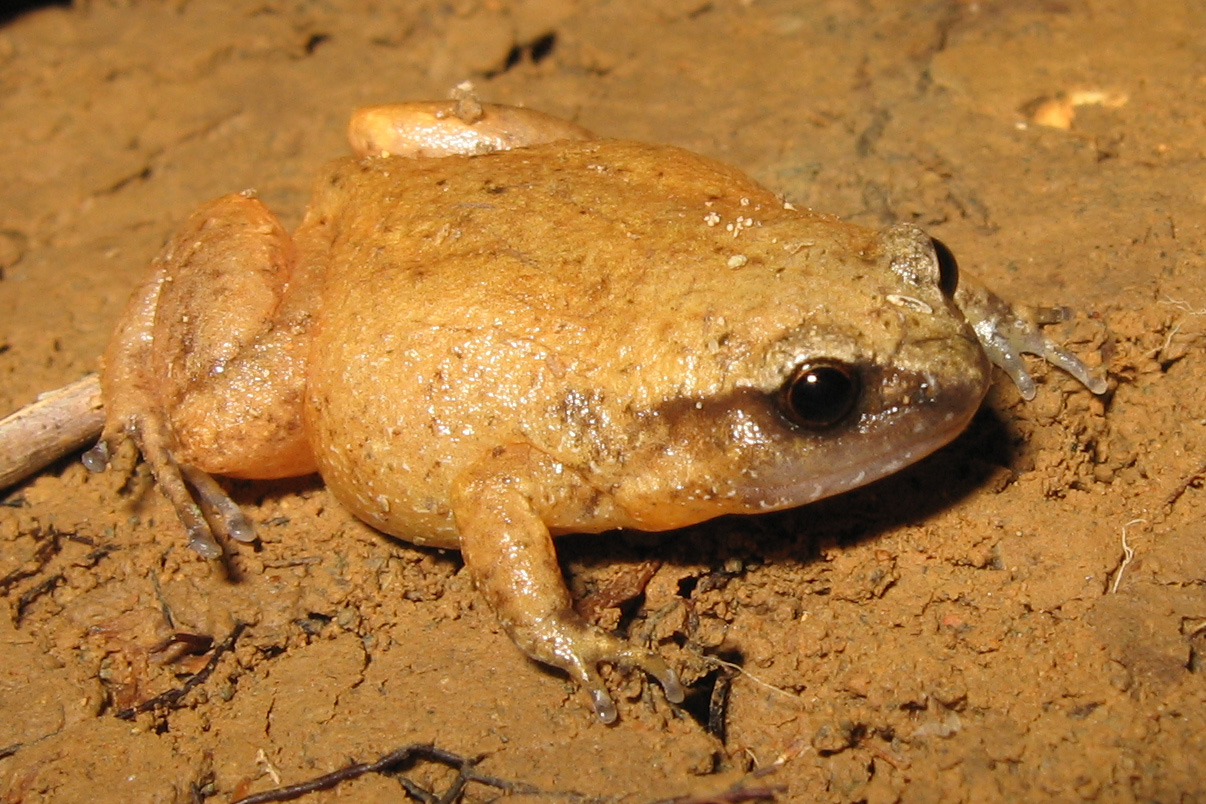
Austrochaperina fryi
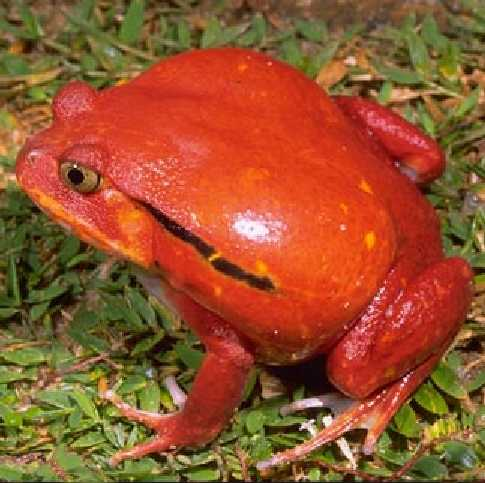
Dyscophus antongilii
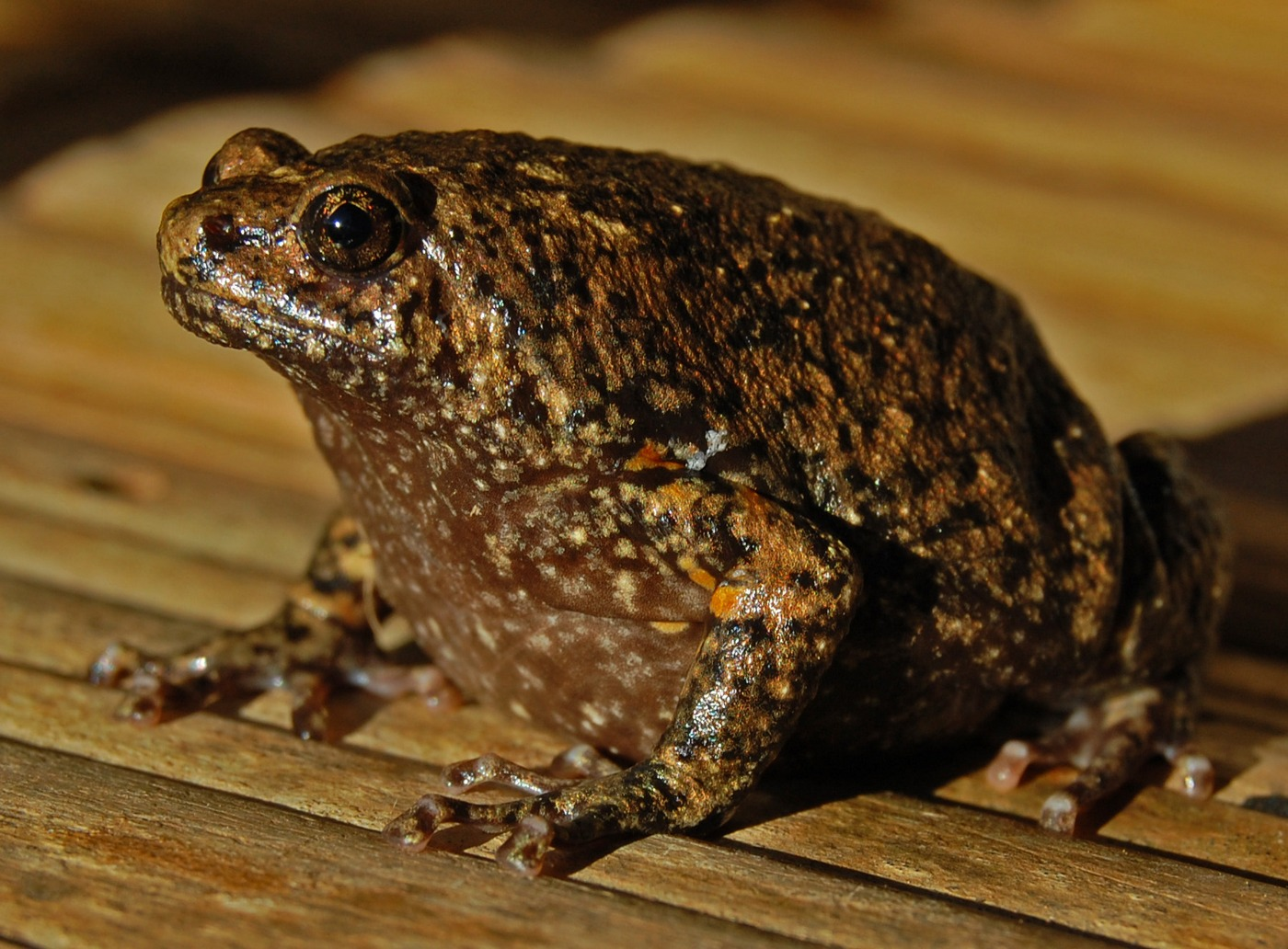
Kaloula baleata
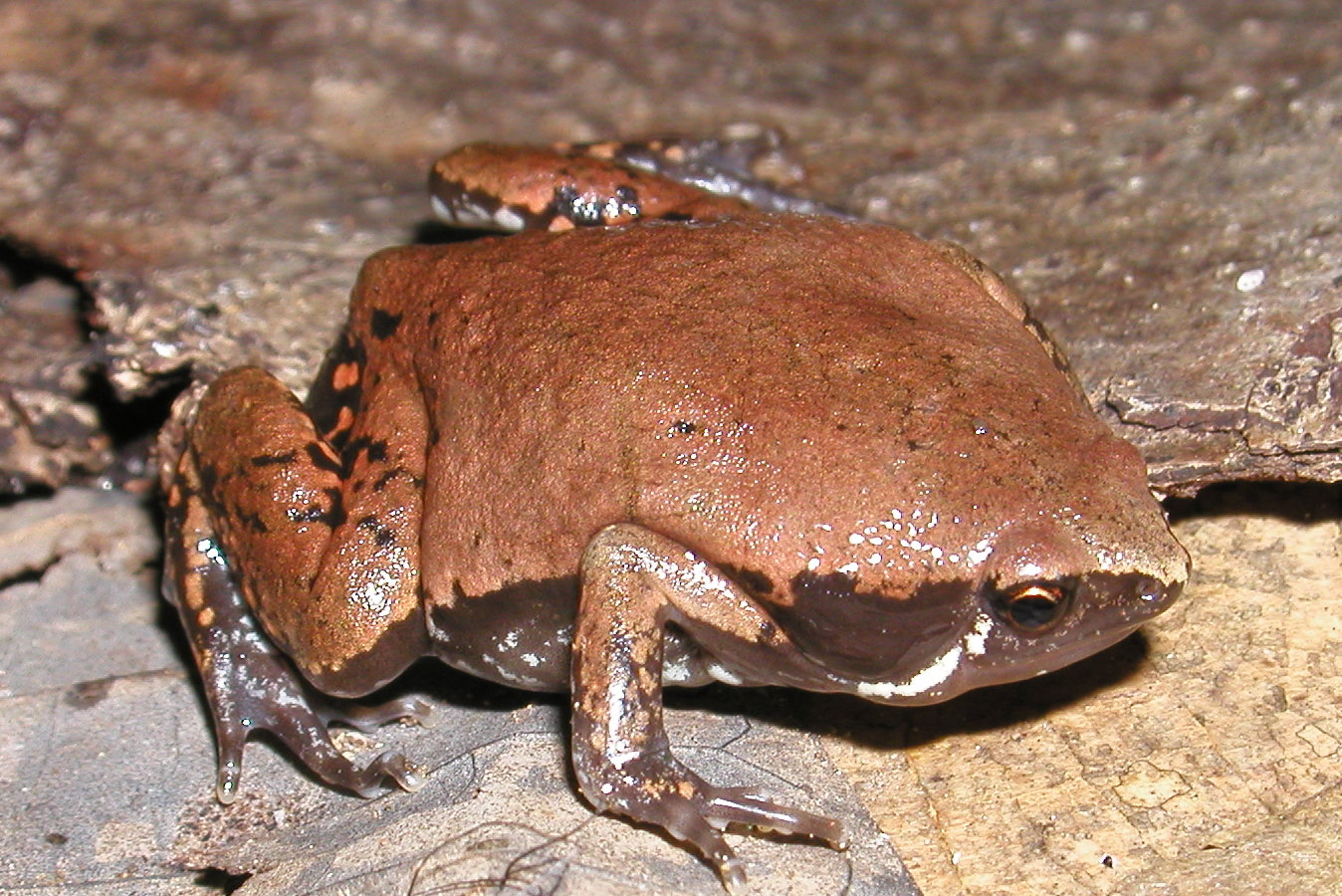
Hypopachus variolosus
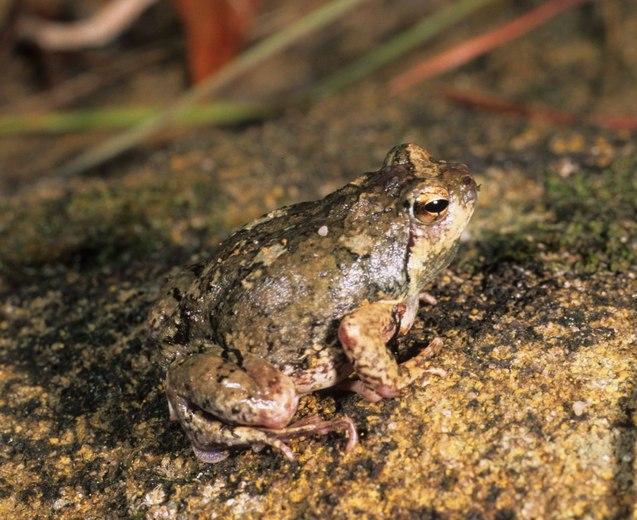
Scaphiophryne brevis
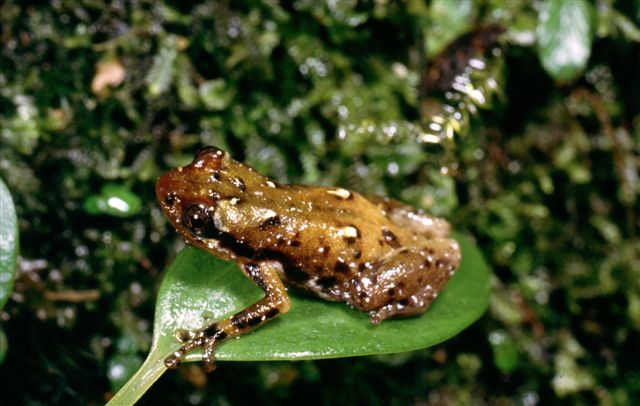
Platypelis tetra
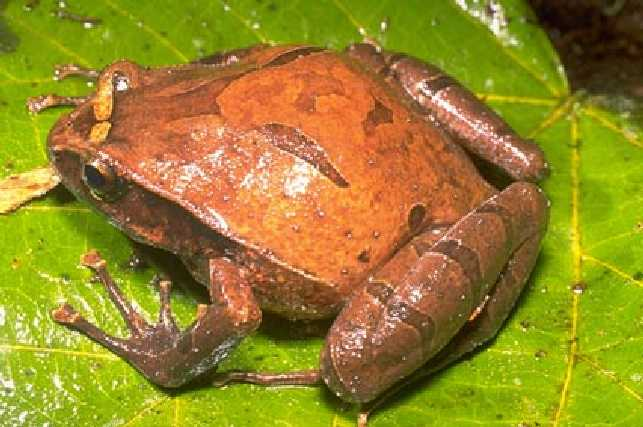
Plethodontohyla inguinalis
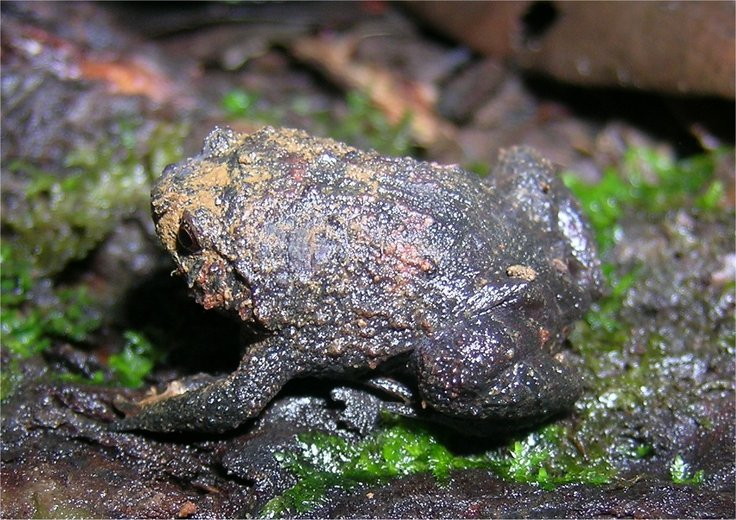
Rhombophryne coudreaui